# François de Guastalla
François de Gonzague de Guastalla (Guastalla, 1593 – Nonantola, 1643) est un militaire du duché de Mantoue puis des États pontificaux.

## Biographie
Il est le fils de Ferdinand II de Guastalla, duc de Guastalla, et de Vittoria Doria.
Il est envoyé à l'université de Pérouse pour suivre une carrière ecclésiastique, mais il devient un homme d'armes. En 1614, il entre au service de l'Espagne dans la défense du duché de Mantoue de Ferdinand de Mantoue contre Charles-Emmanuel de Savoie. Il passe en Espagne en 1622. Dans la lutte entre le pape Urbain VIII et Édouard Ier Farnèse, en 1643 il est du côté de la papauté avec le grade de général. Il est mort en 1643 dans la défense de Nonantola contre les attaques du duc de Modène François Ier d'Este, un allié de Farnèse. 
Il est enterré dans l'église paroissiale de San Giovanni in Persiceto.

## Descendance
Il se marie en 1632 à Francesca Orniechi (?-1641). Il quatre enfants:
- Maria, une nonne
- Carlo Luigi, religieuse
- Francesca (?-1700), nonne
- Isabella (?-1708), nonne